# Erebia polyopis
Erebia polyopis är en fjärilsart som beskrevs av Scheljushko 1919. Erebia polyopis ingår i släktet Erebia och familjen praktfjärilar. Inga underarter finns listade i Catalogue of Life.